# Liste des systèmes de transport urbain ferrés d'Océanie
Cette liste des systèmes de transport urbain ferrés d'Océanie contient l'ensemble des réseaux de transport métropolitain d'Océanie. Elle contient 10 réseaux en service et un en construction :
- 7 réseaux de train de banlieue
- 1 réseau de métro en service et 1 en construction
- 2 réseaux de tramway (Light Rail)

En outre deux lignes de monorail sont désormais fermées.

## Liste des systèmes de transport urbain ferrés en service toutes catégories
Cette liste contient l’ensemble des réseaux ferrés urbains d'Océanie.
| Ville      | Pays             | Type              | Longueur du réseau (en kilomètres) | Longueur additionnée des lignes | Nombre de lignes | Nombre de stations | Date d'ouverture       | Article et références           |
| ---------- | ---------------- | ----------------- | ---------------------------------- | ------------------------------- | ---------------- | ------------------ | ---------------------- | ------------------------------- |
| Adélaïde   | Australie        | Train de banlieue | 129                                |                                 | 6                | 81                 |                        | Train de banlieue d'Adélaïde    |
| Brisbane   | Australie        | Train de banlieue | 380                                | 689                             | 12               | 146                |                        | Train de banlieue de Brisbane   |
| Gold Coast | Australie        | Tramway           | 13                                 | 13                              | 1                | 16                 | 2014                   | Métro léger de Gold Coast       |
| Honolulu   | États-Unis       | Métro             | 32                                 |                                 | 1                | 21                 | 2021 (en construction) | Métro d'Honolulu                |
| Melbourne  | Australie        | Train de banlieue | 372                                |                                 | 16               | 200                |                        | Train de banlieue de Melbourne  |
| Perth      | Australie        | Train de banlieue | 173,1                              |                                 | 5                | 69                 |                        | Train de banlieue de Perth      |
| Sydney     | Australie        | Métro             | 36                                 |                                 | 1                | 13                 | 2019                   | Métro de Sydney                 |
| Sydney     | Australie        | Tramway           | 7,2                                | 7,2                             | 1                | 14                 | 1997+2014+2018         | Métro léger de Sydney           |
| Sydney     | Australie        | Train de banlieue |                                    |                                 | 11               | 176                |                        | Train de banlieue de Sydney     |
| Auckland   | Nouvelle-Zélande | Train de banlieue | 97,3                               |                                 | 4                | 41                 |                        | Train de banlieue d'Auckland    |
| Wellington | Nouvelle-Zélande | Train de banlieue | 154                                | 202,8                           | 5                | 49                 | 1938                   | Train de banlieue de Wellington |

## Liste par types de réseau

### Liste des trains de banlieue
Cette liste ne contient que les réseaux de train de banlieue d'Océanie.
| Ville      | Pays             | Longueur du réseau (en kilomètres) | Longueur additionnée des lignes | Nombre de lignes | Nombre de stations | Date d'ouverture | Article et références           |
| ---------- | ---------------- | ---------------------------------- | ------------------------------- | ---------------- | ------------------ | ---------------- | ------------------------------- |
| Adélaïde   | Australie        | 129                                |                                 | 6                | 81                 |                  | Train de banlieue d'Adélaïde    |
| Brisbane   | Australie        | 380                                | 689                             | 12               | 146                |                  | Train de banlieue de Brisbane   |
| Melbourne  | Australie        | 372                                |                                 | 16               | 200                |                  | Train de banlieue de Melbourne  |
| Perth      | Australie        | 173,1                              |                                 | 5                | 69                 |                  | Train de banlieue de Perth      |
| Sydney     | Australie        |                                    |                                 | 11               | 176                |                  | Train de banlieue de Sydney     |
| Auckland   | Nouvelle-Zélande | 97,3                               |                                 | 4                | 41                 |                  | Train de banlieue d'Auckland    |
| Wellington | Nouvelle-Zélande | 154                                | 202,8                           | 5                | 49                 | 1938             | Train de banlieue de Wellington |

### Liste des métros
Cette liste contient uniquement les réseaux de métro du continent.
| Ville    | Pays       | Longueur du réseau (en kilomètres) | Longueur additionnée des lignes | Nombre de lignes | Nombre de stations | Date d'ouverture       | Article et références |
| -------- | ---------- | ---------------------------------- | ------------------------------- | ---------------- | ------------------ | ---------------------- | --------------------- |
| Honolulu | États-Unis | 32 (10 en phase 1)                 |                                 | 1                | 21                 | 2021 (en construction) | Métro d'Honolulu      |
| Sydney   | Australie  | 36                                 |                                 | 1                | 13                 | 2019                   | Métro de Sydney       |

### Liste des tramways (Light Rail)
Cette liste ne contient que les métros légers d'Océanie. Un métro léger est un réseau partiellement ou totalement d'infrastructures "lourdes" – similaires à un métro lourd – mais où circulent des rames de tramway.
| Ville      | Pays      | Longueur du réseau (en kilomètres) | Longueur additionnée des lignes | Nombre de lignes | Nombre de stations | Date d'ouverture | Article et références     |
| ---------- | --------- | ---------------------------------- | ------------------------------- | ---------------- | ------------------ | ---------------- | ------------------------- |
| Sydney     | Australie | 7,2                                | 7,2                             | 1                | 14                 | 1997             | Métro léger de Sydney     |
| Gold Coast | Australie | 13                                 | 13                              | 1                | 16                 | 2014             | Métro léger de Gold Coast |

## Liste des systèmes de transport urbain fermés
Cette liste contient les réseaux fermés d'Océanie. Il s'agit de deux lignes de navette en monorail.
| Ville      | Pays      | Longueur (en km) | Nombre de lignes | Nombre de stations | Date d'ouverture | Date de fermeture | Article et références  |
| ---------- | --------- | ---------------- | ---------------- | ------------------ | ---------------- | ----------------- | ---------------------- |
| Sydney     | Australie | 3,5              | 1                | 8                  | 1988             | 2013              | Monorail de Sydney     |
| Gold Coast | Australie | 1,3              | 1                | 3                  | 1989             | 2017              | Monorail de Gold Coast |